# Голка Клеопатри (Нью-Йорк)
40°46′47″ пн. ш. 73°57′55″ зх. д. / 40.779630555556° пн. ш. 73.9654° зх. д.
Го́лка Клеопа́три в Нью-Йорку є однією з трьох аналогічно названих єгипетських обелісків. Вона була зведена в Центральному парку міста (40 ° 46′46.67 73 N 73 ° 57′55.44 ″ W, на захід від Музею мистецтва Метрополітен) 22 лютого 1881 року. У травні 1877 р. Суддя Ельберта Ф. Фармана, Генерального консула США в Каїрі, в якості подарунка від Хедіва, забезпечив Сполученим Штатам, що залишаються дружніми, як європейські держави — Франція та Велика Британія — маневрували для забезпечення політичного контролю над єгипетського уряду.
Виготовлений з червоного граніту, 21-метровий обеліск важить близько 200 тонн. Він розписаний єгипетськими ієрогліфами.
Спочатку він був зведений в єгипетському місті Геліополіс за наказом Тутмоса III, в 1475 р. до н.е Граніт був доставлений з кар'єрів Асуана. Надписи були додані приблизно через 200 років Рамзесом II, щоб відзначити його військові перемоги. В 12 р. до н. е., під час правління Августа, обеліски були перенесені в Олександрію і встановлені в Кесареумі — храмі, побудованому Клеопатрою на честь Марка Антонія або Юлія Цезаря — римлянами, але були повалені через деякий час. Це мало випадковий ефект поховання їхніх облич і збереження більшості ієрогліфів від впливу вивітрювання.

## Захист обеліска
Оригінальна ідея забезпечити єгипетський обеліск для Нью-Йорка вийшла з газетних звітів про перевезення лондонського обеліска 1877 року в Нью-Йорку. Газети помилково приписують пана Джона Діксона пропозицію Хедіва Єгипту Мехмет Алі-пашу 1869 року, щоб дати США залишився обеліск Олександрії як подарунок для збільшення торгівлі. Г-н Діксон був підрядником 1877 року, який організував перевезення лондонського обеліска і відмовив газетам. У березні 1877 року і на основі газетних рахунків пан Генрі Г. Стеббінс, комісар Департаменту громадських парків міста Нью-Йорк, взяв на себе зобов'язання забезпечити фінансування для транспортування обеліска до Нью-Йорка. Однак при залізниці магнат Вільям Х. Вандербільту було запропоновано очолити підписку, він запропонував фінансувати проект з пожертвуванням понад $ 100,000.

## Місцезнаходження
Обеліск був розміщений на незрозумілому місці, в декількох метрах за музеєм. Це місце виявилося сайтом, визначеним побажаннями Вандербільта. Горрінг писав: «Щоб уникнути безпідставного обговорення цього питання, було вирішено підтримувати найсуворішу таємницю щодо місця, яке визначається». Він зазначив, що головною перевагою Нолла є його «ізоляція», і що це найкращий сайт, який можна знайти всередині парку, оскільки він був надзвичайно піднесений, і фундамент міг бути міцно закріплений на корінній поверхні, щоб Манхеттен не постраждав від «суворих судом природи».

## Переміщення обеліска
Грізним завданням переміщення обеліска з Олександрії до Нью-Йорка став Генрі Хонічерч Горрінг, командир лейтенанта у відпустці від ВМС США. 200-тонний гранитний обеліск вперше змістився з вертикальної на горизонтальну, майже врізавшись в землю. У серпні 1879 року. процес руху був призупинений на два місяці через місцеві протести та правові виклики. Після того як ці були вирішені, обеліск був перевезений в семи милях на Олександрії, а потім покласти в трюм пароплава SS Dessoug, який в плавання 12 червня 1880.. Dessoug був сильно змінений з великим отвором, розрізаним у правий борт його лука. Обеліск був завантажений через корпус судна, згортаючи його на гарматних ядрах.

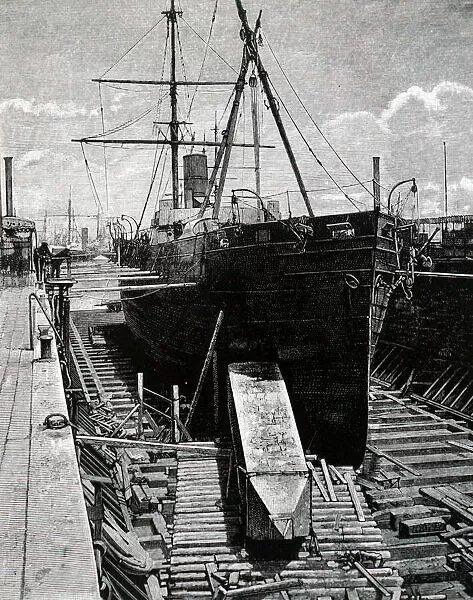
Розміщення обеліска на пароплаві Десуг.

Незважаючи на розбитий пропелер, СС Десуг зміг здійснити подорож до Сполучених Штатів. Обеліск і його 50-тонний п'єдестал прибули на Карантинну станцію в Нью-Йорку на початку липня 1880 року. Для того, щоб привезти її з берегів Іст-Рівер до Центрального парку, їм знадобилося 32 коней. Потрібно було тимчасово прибрати залізничні пандуси і траси, а земля згладжувалася, щоб обеліск висунувся з корабля, бічна частина якого була знову відкрита з цією метою. Обеліск проходив через річку Гудзон. Заключний етап подорожі був зроблений шляхом натискання обеліска з паровим двигуном через спеціально побудований мостовий козло з П'ятої авеню до її нового будинку на Грейваке Кнолл, навпроти їзди від Музею мистецтв Метрополітен. Пройшло 112 днів, щоб перенести обеліск з карантинної станції до місця відпочинку.
Джессі Б. Ентоні, Великий магістр масонів у штаті Нью-Йорк, головував як наріжний камінь для обеліска, був закладений на місці з повною масонською церемонією 2 жовтня 1880 року і було підраховано, що понад 50 000 глядачів вишикувалися по маршруту параду. Благословення представив RW Louis C. Gerstein. Обеліск був виправлений спеціальною спорудою, побудованою Генрі Хонічерч Горрінг. Офіційна церемонія зведення обеліска відбулася 22 лютого 1881 року.

## Ієрогліфи
Поверхня каменю сильно вивітрена, майже маскуючи ряди єгипетських ієрогліфів, викарбуваних з усіх боків. Фотографії, зроблені в час встановлення обеліска в парку, показують, що написи або ієрогліфи все ще були досить розбірливими і датуються першими з Тутмоса III (1479—1425 рр. до н. е.), а потім майже 300 років по тому, Рамсес II Великий (1279—1213 рр. до н. е.). Камінь стояв у чистому сухому повітрі пустелі майже 3000 років і зазнав незначного вивітрювання. За трохи більш ніж сто років у кліматі Нью-Йорка забруднення і кислотні дощі сильно ушкодили поверхню. У 2010 році доктор Захі Хавасс надіслала відкритий лист президентові Охорони Центрального Парку і меру Нью-Йорка, наполягаючи на поліпшенні зусиль із збереження. Якщо вони не в змозі належним чином доглядати за обеліском, він погрожував «зробити необхідні кроки, щоб довести цей дорогоцінний артефакт додому і врятувати його від руйнувань».